# Infantele Alfonso, Duce de Galliera

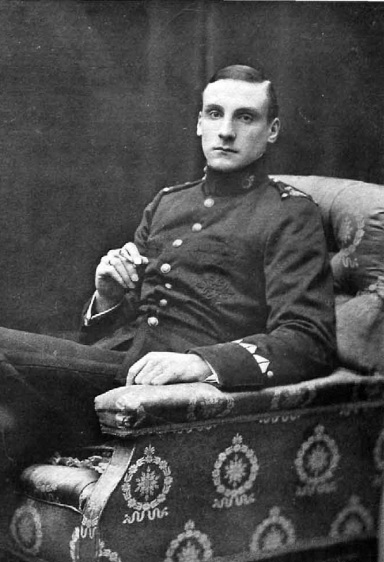
Infantele Alfonso, Duce de Galliera

Alfonso de Orleans y Borbón, Infante al Spaniei, Duce de Galliera (n. 12 noiembrie 1886, Madrid, Noua Castilie⁠(d), Spania – d. 6 august 1975, Sanlúcar de Barrameda, Andaluzia, Spania) a fost aviator militar spaniol. Prin căsătoria cu Prințesa Beatrice de Saxa-Coburg-Gotha a devenit cumnat al reginei Maria a României.

## Biografie
Alfonso s-a născut la Madrid, Spania, ca fiul cel mare al Infantelui Antonio, Duce de Galliera și a soției acestuia, Infanta Eulalia a Spaniei. Pe linie paternă a fost nepot al lui Antoine, Duce de Montpensier, și pe linie maternă a fost nepot al reginei Isabela a II-a a Spaniei. La 30 noiembrie 1886, la Palatul Regal din Madrid, a fost botezat Alfonso María Francisco Antonio Diego.
În 1899 Alfonso și fratele său mai mic, Luis Fernando, au fost trimiși în Anglia să fie educați la colegiul iezuit Beaumont. Au rămas acolo până în 1904.